# Bruce Onobrakpeya
Bruce Obomeyoma Onobrakpeya (nascido em 30 de agosto de 1932) é um dos artistas com maior notoriedade na Nigéria, tendo como técnicas a escultura, pintura, gravura, dentre outras. Aos 89 anos e residindo em Mushin, Lagos, onde tem o estúdio e galeria Ovuomaroro, Bruce é um artista modernista e contemporâneo, possuindo vários prêmios e uma fundação com seu nome. Nela, possibilita que várias pessoas desenvolvam técnicas e habilidades artísticas através de cursos, workshops, exposições e atividades, com uma ênfase no fomento à comunidade local. Algumas exposições renomadas do artista já estiveram na galeria de arte Tate Modern, em Londres e no Museu Nacional de Arte Africana, parte da Instituição Smithsonian em Washington, D.C. Na Galeria Nacional de Arte Moderna de Lagos, Bruce possui uma exibição de telas coloridas e abstratas, e seus trabalhos podem ser encontrados no Museu Virtual de de Arte Moderna Nigeriana, havendo inclusive uma visitação disponível pelo Google Arts & Culture.

## Primeiros Anos
Bruce nasceu em Agbarha-Otor, Delta, Nigéria. Ele é filho de um gravurista Urrobo, que rompendo com as tradições de seu tempo foi compreensivo quanto à escolha de carreira do filho. Criado como cristão, também aprendeu sobre as crenças tradicionais de seu povo. Sua família se mudou para Benin, no estado de Edo, quando ele era criança.
Ele recebeu sua educação primária na Escola Batista em Okeruvbi (o vale de um rio na área rural da cidade), na Native Authority School (em Ughelli) e na Eweka Memorial High School, perto de Iyaro, Benin (de 1941 a 1942). Nesta época ele já começa suas experimentações com gravuras a partir de materiais que encontrava livremente. Entre 43 e 46 ele vai para a Ziks Academy School, em Sapele, e em 47 para a Saint Luke's CMS School. Sua educação secundária se dá na Western Boys High School (de volta em Benin), onde ele é introduzido à arte como conteúdo escolar, ensinado por Edward Ivehivboje.
Enquanto aluno, ele atende a aulas de desenho na British Council Art Club (Benin). Também é inspirado pelas aquarelas de Emmanuel Erabor e uma palestra dada em 1950 por Ben Enwonwu (à época consultor de arte do governo nigeriano). Completando seu ensino secundário com resultados excelentes e altamente incomuns nos exames finais, que impressionaram o fundador da escolar, Mr. Airewele, Onobrakpeya é contratado entre 53 e 56 como professor de arte na própria Western Boys High School.
Em 1956 ele se muda para Ondô, onde leciona na Ondo Boys High School. Em outubro de 1957 ele é admitido na Nigerian College of Arts, Science and Technology, atual Universidade Ahmadu Bello, Zaria, estudando Belas Artes através de uma bolsa de estudos do governo federal (concedida após uma entrevista recomendada pelo diretor da Ondo Boys High School).

## Consolidação artística
Na universidade, Bruce foi treinado na tradição de arte representacional ocidental, produzindo desenhos de modelo vivo, naturezas mortas, paisagens, etc. Ao mesmo tempo, ele começou a experimentar sobre o folclore nigeriano, seus mitos e lendas. Como resultado, em muitos trabalhos são abordados elementos e composições derivadas de artes e esculturas tradicionais africanas.
A Zaria Arts Society, eventualmente chamada de Zaria Rebels (ainda que haja discussão sobre o caráter revolucionário do movimento), foi formada em 9 de outubro de 1958 por um grupo de estudantes de arte da faculdade, liderados por Uche Okeke. Um objetivo da sociedade era decolonizar as artes visuais difundidas por europeus, através do princípio da natural synthesis (ainda que houvesse divergência entre seus membros sobre sua interpretação: “Embora essa visão fosse subscrita por um interesse compartilhado na teoria da natural synthesis, eu disputo que não havia um único entendimento em como a teoria deveria se relacionar com ou determinar o estilo e assunto do trabalho pós-Zaria. De fato, conforme seus estilos individuais surgiram no começo dos anos 60, a ideia de natural synthesis rendeu um amplo alcance de procedimentos formais, dadas as múltiplas possibilidades do que tradições artísticas “nativas” constituem e o igualmente amplo arquivo da herança modernista da qual seus novos trabalhos derivaram alguns de seus protocolos técnicos e formais.” Um preceito dos jovens de Zaria era ir além do currículo Oyimbo adaptado (o currículo essencialmente britânico vigente na escola, monitorado pelo Goldsmith College de Londres). Cabe mencionar o contexto da independência da Nigéria, que se deu formalmente em 1960.
Recém-saído da escola de arte, em 1962, Onobrakpeya vai trabalhar até o ano seguinte sob a mentoria de Ben Enwonwu, ao qual atribui influência na sua decisão futura de expandir seu trabalho do estúdio para oficinas. Também em 1962, Bruce entra para o Mbari Club, um centro de atividade cultural fundado por Ulli Beier no ano anterior. Beier hoje é visto por sua associação com a CIA no contexto cultural da Guerra Fria.
O mesmo Beier é tido por Bruce como uma presença decisiva em sua formação:" Eu devo também mencionar a pessoa do professor Ulli Beier, que me introduziu à gravura. Ele é muito importante na minha vida”.
No clube Mbari, Onobrakpeya assume uma mudança principal em sua produção, da pintura para a gravura, na oficina conduzida pelo mestre holandês Ru Van Rossen. Tanto os Mbari quanto Zaria podem ter estabelecido as expectativas quanto à arte nigeriana em termos de modernidade híbrida.
Tendo saído de Zaria como professor certificado, Bruce é entrevistado para assumir um posto em Nsukka, mas o cargo de seu interesse já estava ocupado. Timothy Fasuyi e Simon Okeke levam Bruce ao St. Gregory College. Lá se estabelecem grandes experiências (que incluem uma boa aceitação de Bruce pelos alunos, graças ao uso de técnicas de contação de histórias), e uma atividade regular de ensino se estende de 1963 até 1980. Em 1970 (ano do fim da Guerra Civil da Nigéria) ele vai com um time de professores africanos aos Estados Unidos, patrocinado pelo Departamento de Estado dos Estados Unidos, e recebe uma carta da Howard University (universidade considerada historicamente negra), fazendo um convite para lecionar, ao qual declina. Porém ele faz uma breve residência na Haystack Mountain School of Art, Maine, em 1975, já demonstrando sua afinidade com workshops. Também foi professor associado na Elizabeth City State University, Carolina do Norte (1979), e artista residente na Tacoma Public School, Washington State (1989).

## Posicionamentos e contextos
Bruce divide sua obra por períodos que juntos se estendem por mais de 60 anos, identificando neles temas associados à realidade da Nigéria. Um exame criterioso de sua lista de exposições selecionadas e prêmios recebidos, porém, revela associações com instituições implicadas nos problemas apontados em sua obra. Em 1972 ele exibiu seu trabalho na sociedade de arte do FMI, instituição que financiou, junto ao Banco Mundial, as próprias ditaduras militares que afligiam seu país. Em 1979 ele volta a se reunir com Ru Van Rossen na Holanda com o patrocínio da DHV, que futuramente planejaria o polêmico Eko Atlantic em Lagos. Em 80 ele recebe o Ciba-Geigy Travel and Exhibition Award, de uma expoente da indústria farmacêutica, que está envolvida em controvérsias que afetam países em desenvolvimento (em particular a Nigéria). O mesmo Bruce afirma, anos depois: “Nós devemos também reconhecer a senhora Akiuruli [sic] por sua liderança da NAFDAC (a agência reguladora de medicamentos e alimentos na Nigéria). Esta é uma posição muito sensível, que é uma constante luta contra aqueles que falsificam ou importam medicamentos perigosos às nossas vidas. De qualquer forma, há ainda uma grande e crescente lacuna a ser coberta pelo setor da saúde. O que nós estamos fazendo sobre o alto custo dos medicamentos, que agora tem ido além do alcance da pessoa comum, ou dos leprosos [sic] que povoam nossas rodovias? Isto é um chamado para mais pessoas direcionarem seus recursos e energias para salvar nosso povo de problemas de saúde e reabilitar os desabrigados em nossa sociedade.”. A Guinness (Nigéria), que já pagou multas por subornar a NAFDAC para usar matéria-prima vencida, também já patrocinou a exposição Unidade Através das Artes, de Onobrakpeya, no Museu Nacional da Nigéria, em 1990.
Em 1990, também, a ABB (Asea Brown Boveri) faz uma apresentação dos trabalhos recentes de Bruce na Riegelsberger Gallery Mannheim, Alemanha. A ABB subornou o governo da Nigéria para obter contratos na área de petróleo e informação privilegiada, tendo sido condenada por uma lei de 1998.
Em 1993 Bruce lança um livro, conferência e simpósio patrocinados pela The Shell Petroleum Development Company of Nigeria Limited, sendo a exploração de petróleo a grande responsável pelos ostensivos danos ambientais em sua região, o Delta do Níger. Por seu forte ativismo contra a Shell, Ken Saro-Wiwa é executado em 1995, o que causa comoção internacional e leva Bruce a fazer uma série de poemas e ilustrações homenageando a vítima. Em 97 um de seus filhos faz uma exposição financiada pela Chevron (Nig.) Ltd. Em 1998, a Texaco Overseas (Nig.) Petroleum Unlimited patrocina "New Trends in Nigerian Art", 1999 Promoter of Nigerian Art: Bruce Onobrakpeya, Goethe-Institut Lagos, Nigeria.
Em 2006, Onobrakpeya, num mesmo discurso de homenagem a entidades diversas, faz elogios à Nigerian Liquefied Natural Gas, NLNG (25.6% Shell Gas B.V.) e a Saro-Wiwa, sendo que a própria Shell admitiu sua implicação na morte do ativista no ano anterior. O tema do dano ambiental continua a aparecer em obras posteriores do artista. Em 2015 a Shell financia o workshop de duas semanas Art of the Delta, sob a mentoria direta de Bruce.
Bruce Onobrakpeya conta frequentemente com o apoio do influente clã Ibru, constituído por urrobos de Agbarha-Otor, com investimentos nos mais diversos setores (e interesses comerciais inclusive no Brasil), e envolvido em imensos escândalos de fraude financeira.
É notável a ausência de qualquer confronto da figura de Onobrakpeya com estas aparentes contradições, pelo menos dentro da comunidade anglófona na internet. O artista tem um volume expressivo de textos autorais no blog de sua fundação, inclusive sobre posições políticas e sociais, mas o tom adotado costuma ser vago ou conciliatório. Ao comentar sobre um prêmio que recebeu de Saddam Hussein, também menciona um quadro dado como presente a Barack Obama. Ele considera memoráveis seus encontros com Indira Gandhi, e com o cônsul da rainha da Inglaterra, príncipe Philips. Também considera que seu primeiro reconhecimento internacional veio com uma impressão adquirida pelo duque de Edimburgo, numa exibição de arte da Commonwealth, em Cardiff, Wales, 1966.
As entrevistas com Bruce são feitas pela imprensa local e parecem seguir sempre um mesmo roteiro, onde ele é convidado a falar sobre suas visões gerais sobre arte e sobre aspectos pessoais de sua vida (como conheceu sua esposa, quantos filhos tem, o contato deles com a arte, o que faz para relaxar, gosto musical e alimentar são todos temas abordados repetidas vezes). Um dos poucos aspectos em que a interpretação conciliatória de Bruce parece não ser compartilhada pela sociedade nigeriana é a religião. Bruce diz: “Não; Eu não tenho (nenhum arrependimento) porque eu não decidi viver uma vida cheia de controvérsias. Mas pelo outro lado, eu tenho arrependimento. Eu pintei os apóstolos em cores pretas. Eu não usei figuras brancas. Eu usei imagens pretas ao invés de oyibo (brancas). Então a comunidade Cristã, especialmente os Católicos, não gostaram e quiseram que eu alterasse. A pintura causou muita comoção na época.". Houve muita repercussão em torno da obra The Last Supper, ainda que esta utilizasse grande originalidade técnica, e tenha rendido a Bruce um prêmio em Nova Delhi (oportunidade em que conheceu Indira Gandhi) Há casos de destruição de obras de Onobrakpeya por suas temáticas religiosas. Ao mesmo tempo, Bruce recebeu a medalha de ouro do papa Paulo VI, e está exposto no Museu do Vaticano.
Um exemplo de comentário sobre posicionamentos de patrocinadores na arte africana ocorre quando Okwui Enwesor, em 1996, aponta como o financiamento do festival Africa95 pela mineradora sul-africana De Beers (envolvida com expropriação no Botsuana e conflitos em Serra Leoa) o compromete. Bruce participou de Sete Histórias Sobre Arte Moderna na África, na Whitechapel Art Gallery, Londres (um evento do festival). Outra crítica ainda dentro do viés ideológico, pode ser feita às exibições de Bruce e do Harmattan na School of African and Oriental Studies, em 1997 e 2014, respectivamente (a SOAS foi estabelecida em Londres em 1906, originalmente para treinar os administradores coloniais do Império; alguns críticos destacam a dimensão neocolonial da instituição e, por extensão, de festivais nela concebidos).
É importante ter em mente o processo colonial específico atravessado pela Nigéria e como instituições com histórico opressor ainda são centrais e figuras que se articulam com essas instituições são relevantes. O país é uma das maiores economias no continente africano, hoje, justamente graças ao petróleo do Delta do Níger, região marcada por conflitos intensos. Esforço conciliatório é transversal em toda a obra de Bruce, estando presente nas diversas manifestações do paradigma de síntese (da cultura dos diferentes povos da Nigéria, das diferentes religiões, das estéticas exógenas e nativas, de diferentes materiais e técnicas, diferentes tempos, etc), como também na evocação da metamorfose e da morte como outra forma de vida.
São ubíquas as críticas à dificuldade de se financiar arte na Nigéria. Se historicamente a manipulação do capital estrangeiro é flagrante, a expectativa não é de que as coisas melhorem, a menos que o governo nigeriano estabeleça uma política cultural clara: “Adeyemi acredita que “o governo deve se erguer como uma vanguarda na criação de instrumentos possibilitadores e ambientes para prevenir a exploração de nossa cultura por ‘piratas agitando iscas’ que podem e vão mudar a cultura para satisfazer seus interesses comerciais. Quem paga o flautista, afinal, diz o tom, e como o tom é tocado, comercializado e recebido por outros,” ele diz.”.
Na primeira exposição individual de Bruce, em 1959, Ughelli, Delta, um dos preços mais altos pagos por uma obra sua foi um guinéu. Em 2008, sua obra Greater Nigeria foi leiloada por históricos 9,2 milhões de nairas. A princípio isso pode parecer absolutamente positivo, mas já se discute que a supervalorização internacional da arte africana pode levar à sua gentrificação, de forma que ela passe a ser novamente concentrada apenas nos países mais ricos. Uma crítica levantada por nigerianos mais velhos é que a "geração Indomie" (aqueles nascidos a partir de 1995) tem pouco ou nenhum conhecimento sobre seus artistas conterrâneos.

## Fundação Bruce Onobrakpeya
Bruce possui uma fundação não-governamental homônima onde ele é o presidente, formada em 1999. Seu objetivo é motivar e encorajar o crescimento de arte e cultura através de oportunidades para artistas desenvolverem habilidades, ao mesmo tempo que aumenta a consciência pública sobre arte africana e seus benefícios para a sociedade.
Como professor de arte, Bruce possuía um estúdio onde praticava após os horários de aula. Nesse meio tempo, ele chegou a contratar algumas pessoas, dentre estudantes e colecionadores, como assistentes e estagiários. Após se tornar artista integral em 1980, Onobrakpeya e sua equipe necessitavam de um espaço maior e assim se decidiu construir oficinas (espaços de trabalho) fora da cidade de Lagos.
Após algumas vivências, já em 2018, o fundador Bruce Onobrakpeya presenteou a fundação com um terreno, para que a instituição fosse construída.

### Workshop Harmattan
Dentre as atividades da Fundação Bruce Onobrakpeya, uma de grande destaque é o Harmattan Workshop. A atividade anual é uma reunião de artistas, alunos e estudantes de diferentes partes do mundo, com a intenção de não só proporcionar treinamento e oportunidades criativas para participantes, como também agitar a economia da comunidade local e apresentar plataformas e networking para os mesmos.
O Workshop é dividido em duas sessões: a primeira, instrutiva e interativa, consiste em matérias de disponibilidade dos facilitadores que podem supervisionar e ensinar os participantes.
A segunda sessão é direcionada por artistas que utilizam o período para desenvolver suas próprias ideias. Temas abordados até então na primeira sessão incluem: Pintura, Design têxtil, Cerâmica, Escultura em madeiras, Esculturas em metal, Escultura em pedra, Design de jóias e Artesanato, Fotografia, entre outros.
É interessante que, mesmo num país turbulento e cheio de desafios, e, ao mesmo tempo recebendo sempre convites internacionais, Bruce Onobrakpaya fez questão de continuar na Nigéria. Bruce mantém uma equipe de cerca de 40 pessoas. Desde sua primeira edição em 1998, o Harmattan viu suas turmas crescerem de 15 pessoas para até 70.
Algumas preocupações da instituição são manter as taxas baixas, para serem acessíveis à população local (havendo inclusive bolsas de estudos para pessoas sem condições financeiras), oferecer acomodações, refeições e materiais artísticos, e se manter como uma oportunidade de aprendizado sem as barreiras de acesso da educação formal, das quais o próprio Bruce quase foi vítima ("O desafio que eu enfrentei foi me matricular na universidade."), mesmo que isso signifique não desfrutar dos benefícios que a Bruce Onobrakpeya Foundation poderia ter se fosse registrada como uma instituição de ensino. Isso reflete uma preocupação com grupos vulneráveis (“O workshop Harmattan ajuda no treinamento de pessoas que nunca iriam ser capazes de adquirir habilidades, exceto no confinamento de uma escola de arte. Educação artística é feita disponível para eles em suas próprias localidades. Entre os beneficiados estão estudantes, mães solteiras, mães adolescentes, vítimas da evasão escolar, estudantes universitários, etc, dos entornos de Agbarha-Otor. Meus dois irmãos, que nunca foram a escolas de arte, se tornaram mestres escultores em pedra. (...) O workshop Harmattan é não apenas sensível ao gênero, mas também tem um ambiente um ambiente acolhedor para bebês.”).

## Algumas obras

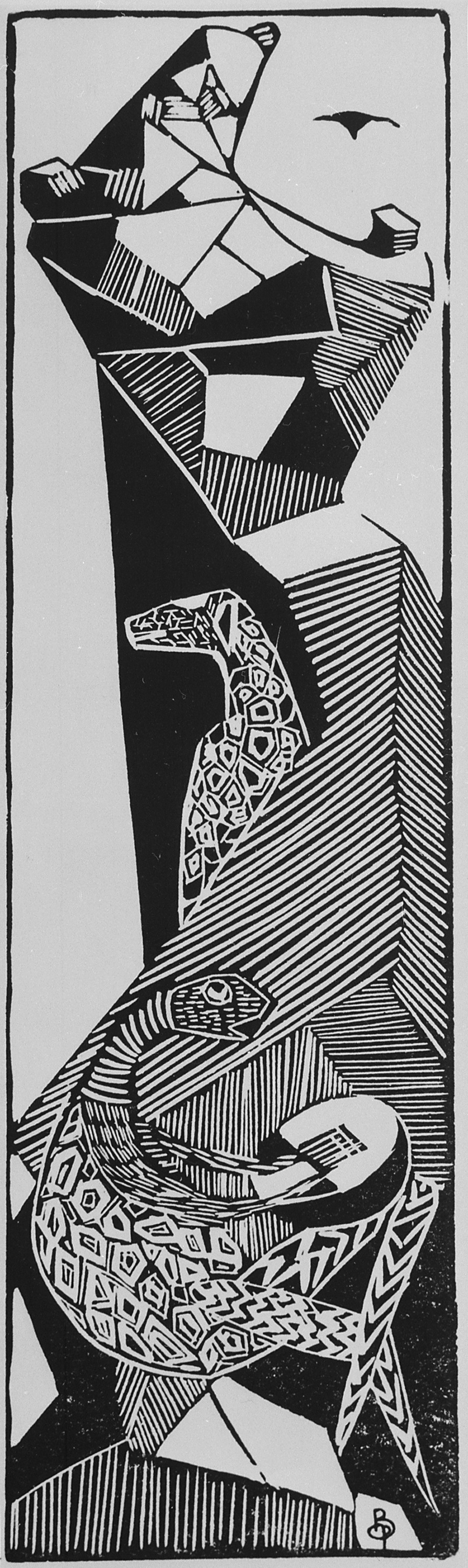
"Ahwaire and the Dog" - Onobrakpeya, Bruce Obomeyoma. Arquivado no NARA - College Park, Maryland.
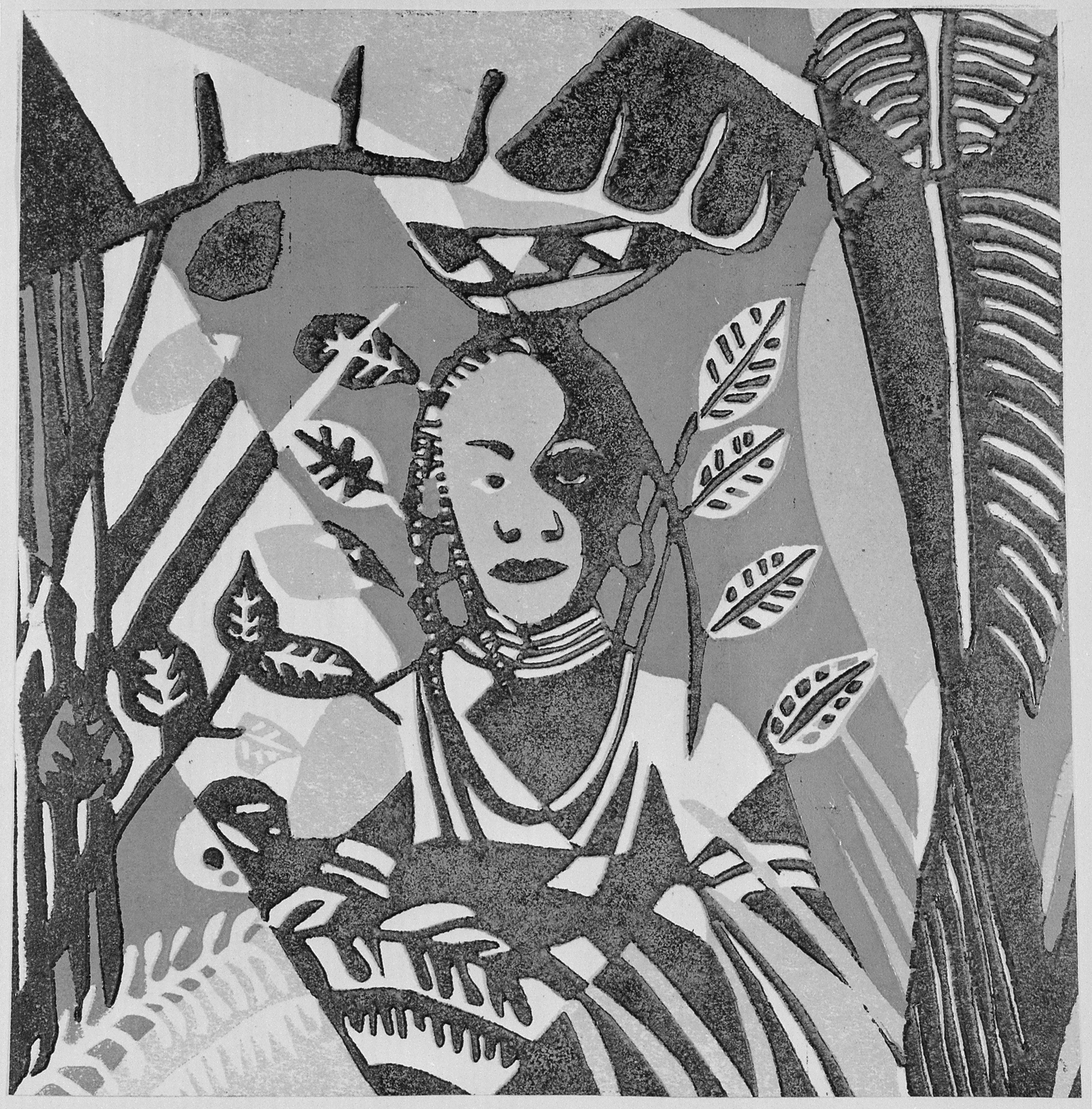
"Fulani Milk Woman",Onobrakpeya, Bruce Obomeyoma. Arquivado no NARA - College Park, Maryland.
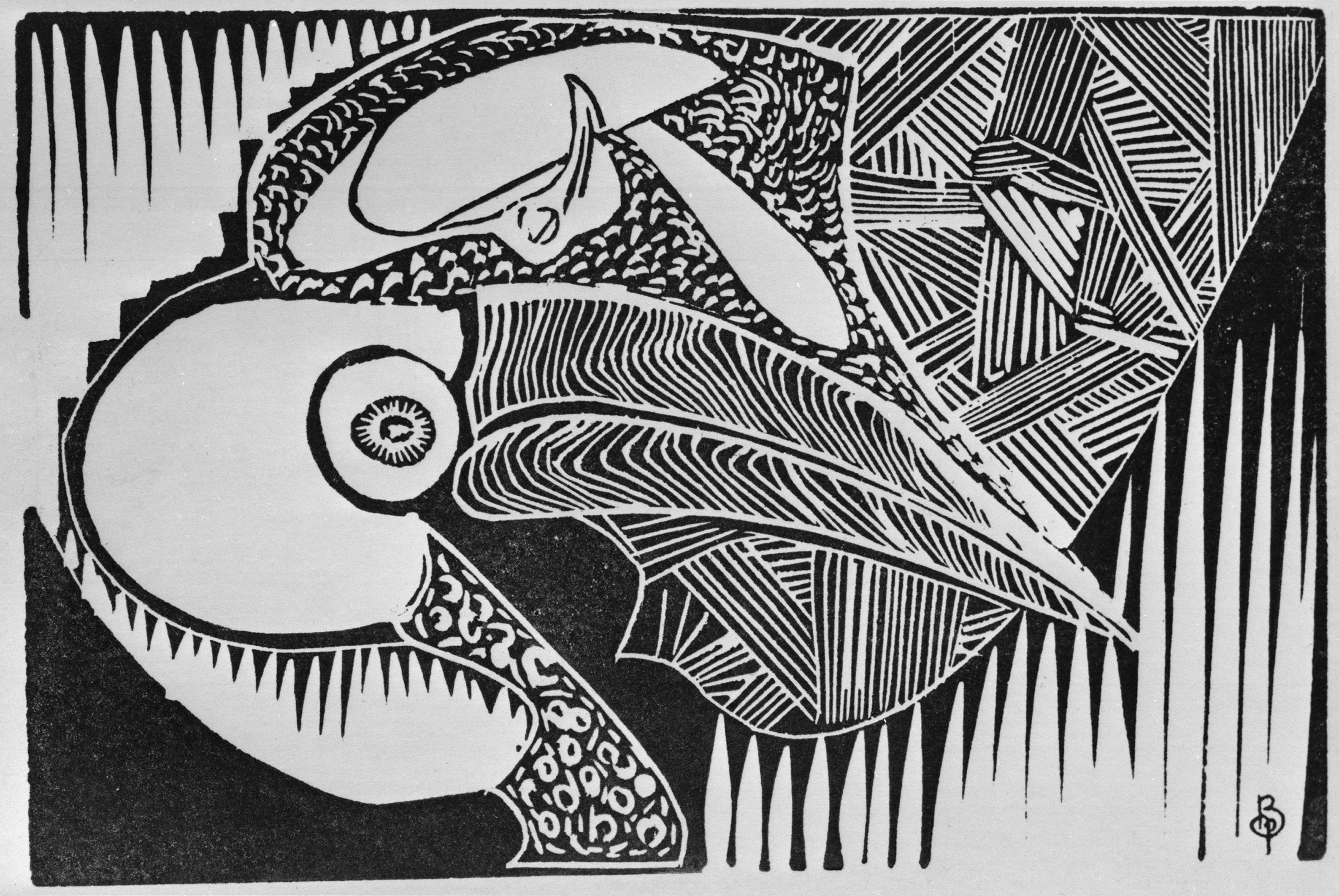
"Okpogho" - Onobrakpeya, Bruce Obomeyoma. Arquivado no NARA - College Park, Maryland.
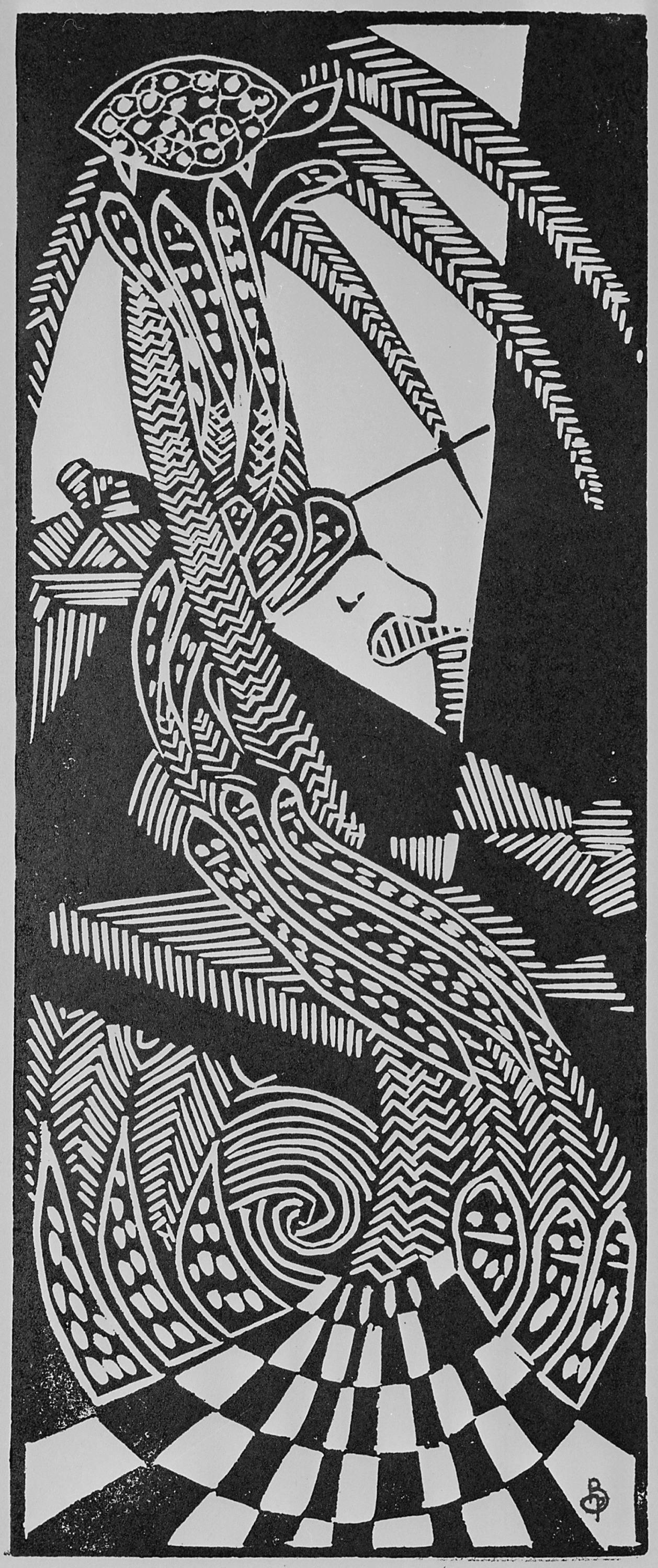
"Ahwaire"- Onobrakpeya, Bruce Obomeyoma. Arquivado no NARA - College Park, Maryland.
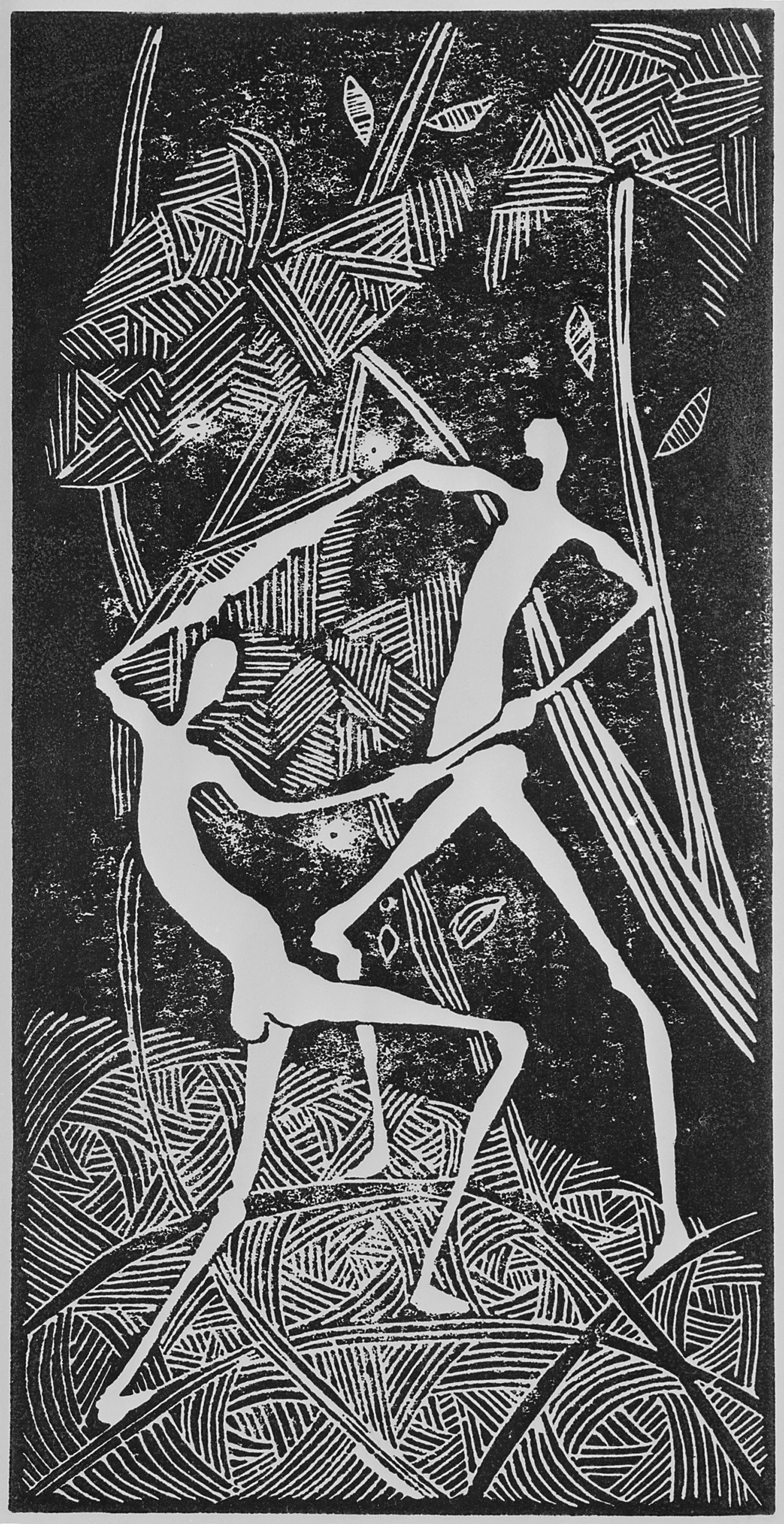
“Eketete and Erbeybuye" - Onobrakpeya, Bruce Obomeyoma. Arquivado no NARA - College Park, Maryland.
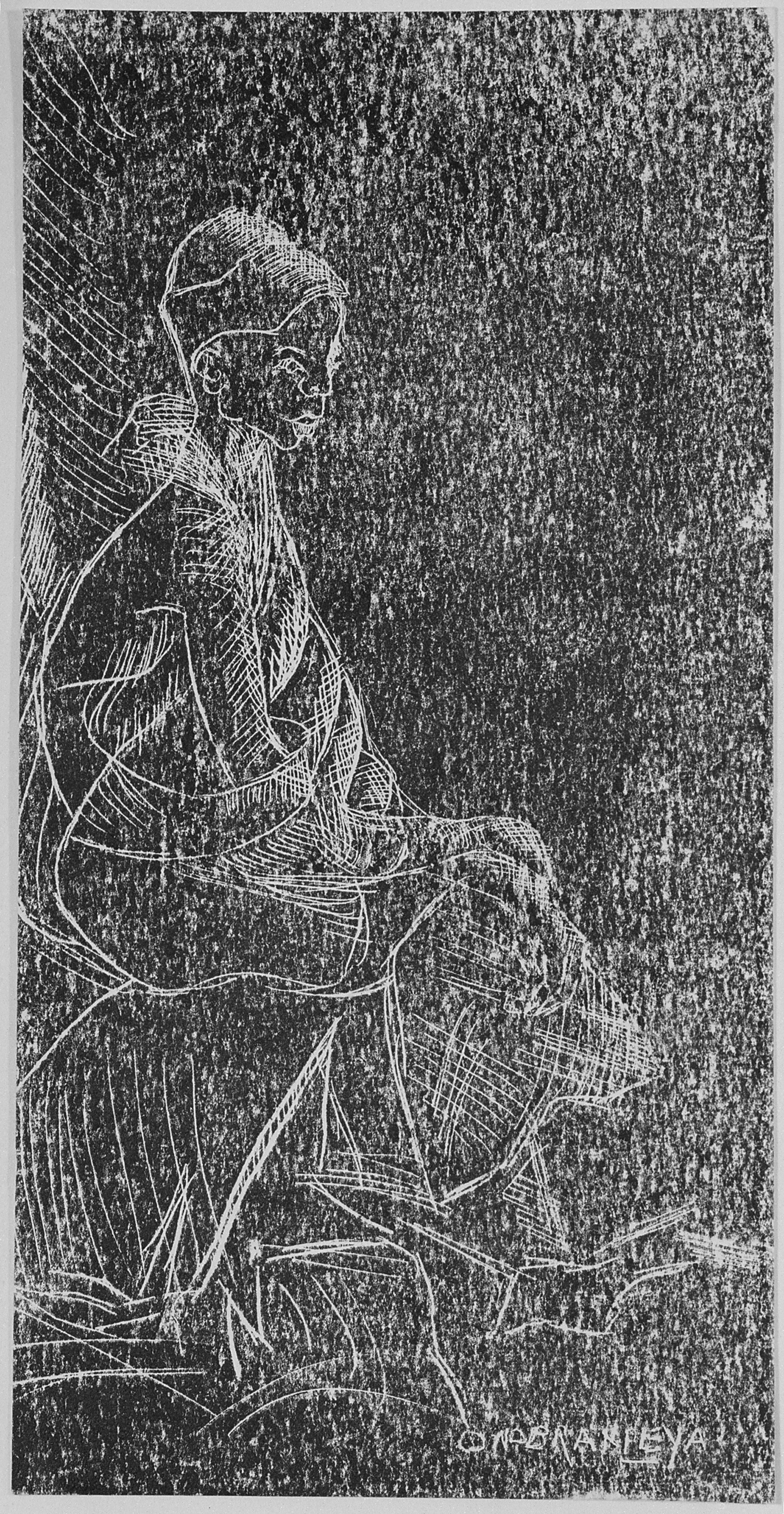
"Portrait of Oseni",Onobrakpeya, Bruce Obomeyoma. Arquivado no NARA - College Park, Maryland.